# Old Crow Flats
Old Crow Flats (Vuntut Gwitchin: Van Tat K’atr’anahtii) is een uitgestrekt moerasgebied in het noorden van het Canadese Yukon Territory, ten zuiden van de nederzetting Old Crow en nabij de grens met Alaska. Het gebied beslaat ongeveer 6.170 km² en is van groot ecologisch, cultureel en archeologisch belang. Old Crow Flats maakt deel uit van het traditionele leefgebied van de Vuntut Gwitchin First Nation.

## Geografie
Old Crow Flats bestaat uit duizenden meren, veenlanden, moerassen en rivieren die verspreid liggen over een relatief vlak plateau. Het gebied ligt op een hoogte van circa 300 tot 500 meter boven zeeniveau en wordt grotendeels gevoed door smeltwater van permafrostgronden en seizoensgebonden regenval. De Porcupine River, een belangrijke zijrivier van de Yukon River, stroomt ten noorden van het gebied.
Het gebied is vrijwel onbewoond en alleen bereikbaar per vliegtuig, doorgaans vanuit Whitehorse of Inuvik.

## Ecologie
Old Crow Flats is een van de grootste intacte wetlands van Noord-Amerika en werd in 1982 opgenomen op de Ramsar-lijst van wetlands van internationaal belang. Het gebied vormt een cruciaal broed-, rust- en overwinteringsgebied voor een groot aantal watervogels, waaronder Canadese ganzen, kolganzen, eenden en zwanen.
Daarnaast is het gebied onderdeel van de jaarlijkse migratieroute van de Porcupine Caribou Herd, een van de grootste kariboe-populaties ter wereld. Andere diersoorten in het gebied zijn onder meer muskusossen, elanden, grizzlyberen, bevers, otters en talloze vissoorten.

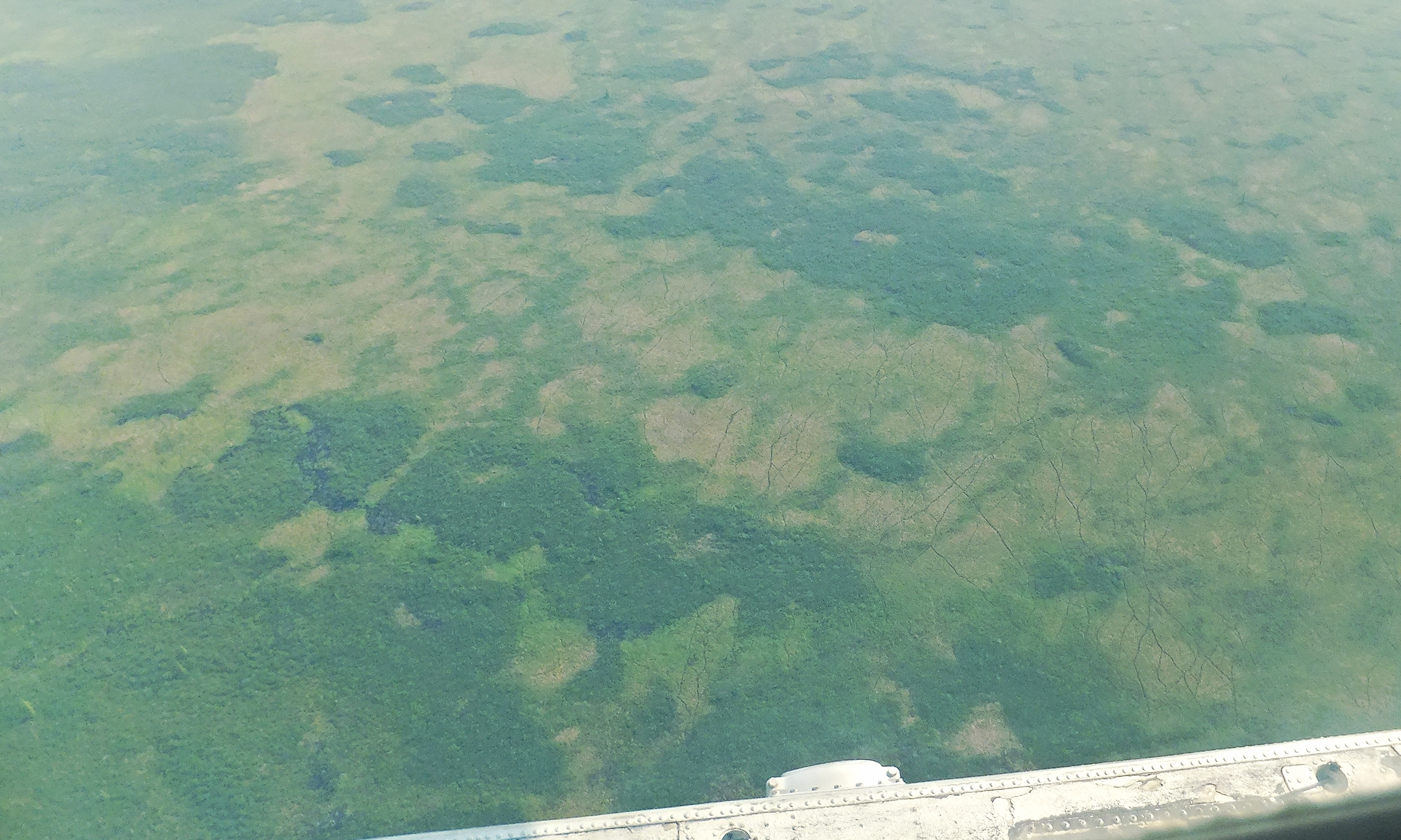
Vlak terrein ten noorden van de moerasgebieden van Old Crow Flats, in Vuntut National Park, Yukon. Kariboesporen zijn zichtbaar in de vegetatie. De lucht is nevelig door bosbranden in Alaska.

De Vuntut Gwitchin maken traditioneel duurzaam gebruik van het gebied voor jacht, visvangst en gathering.

## Archeologie
In het zuidwestelijke deel van Old Crow Flats bevinden zich de Bluefish Caves, een archeologische vindplaats die internationaal bekendheid verwierf in de jaren 1970 en 1980. Radiokoolstofdateringen van dierlijke botten met snijsporen suggereren dat mensen mogelijk al meer dan 20.000 jaar geleden in het gebied aanwezig waren. Als deze interpretaties correct zijn, zouden de Bluefish Caves behoren tot de oudste sporen van menselijke aanwezigheid op het Amerikaanse continent.
De vondsten hebben bijgedragen aan het debat over de vroege migratie van mensen naar Noord-Amerika via de Beringlandbrug.

## Bescherming en beheer
Een groot deel van Old Crow Flats ligt binnen de grenzen van Vuntut National Park, dat in samenwerking met de Vuntut Gwitchin First Nation wordt beheerd. Het park is opgericht in 1995 met als doel het behoud van het unieke ecosysteem en de culturele waarden van het gebied.
Door klimaatverandering, waaronder dooiende permafrost en veranderende waterstanden, staat het ecologische evenwicht van Old Crow Flats onder druk. Wetenschappelijk onderzoek richt zich onder andere op de effecten hiervan op biodiversiteit en traditionele leefwijzen.